# Hangersley
Hangersley est un hameau dans la New Forest, dans le comté du Hampshire, en Angleterre.
Il se trouve à seulement 1,5 km de Ringwood, la ville la plus proche.